# نرم‌افزار ارتباطی
نرم‌ افزار ارتباطی (به انگلیسی: Communication software) به منظور فراهم آوردن دسترسی از راه دور به سیستم‌ها و تبادل پرونده‌ ها و پیام‌ هایی در قالب متن، صوت یا تصویر بین رایانه‌های گوناگون یا کاربران استفاده می‌ شود. نرم‌ افزار ارتباطی شامل شبیه‌ ساز پایانه، برنامه‌ های انتقال پرونده، برنامه‌ های گپ و پیام‌ رسان فوری، همچنین قابلیت مشابه یکپارچه در داخل MUDها می‌ شود. این عبارت برای نرم‌ افزارهایی که یک بی‌ بی‌ اس را راه می‌اندازند نیز بکار برده می‌شود، اما این اتفاق به ندرت برای آنهایی که یک شبکه رایانه‌ای یا کنترل برنامه ذخیره شده راه می‌اندازند می‌افتد.
ایمیل در سال ۱۹۶۵ میلادی به عنوان راهی برای ارتباط چندین کاربر از یک بزرگ‌رایانه اشتراک زمانی آغاز شد. قابلیت سادهٔ گفتگوی اینترنتی روی سیستم‌ های رایانه‌ ای چند کاربره و بی‌ بی‌ اس از اوایل دههٔ ۱۹۷۰ میلادی وجود داشته‌ است. در دههٔ ۱۹۸۰ میلادی، یک شبیه‌ ساز پایانه قسمتی از احتیاج نرم‌افزار بود تا در بزرگ‌ رایانه وقایع ثبت شود و سپس به ایمیل دسترسی پیدا کنیم. پیش از ظهور اینترنت، پرونده‌ های رایانه‌ ای از طریق خطوط شماره‌ گیری تبادل می‌شدند، نیاز به روش‌ هایی برای ارسال پرونده‌ های دو دو یی از طریق سیستم‌ های ارتباطی که در درجه اول برای نوشته ساده است؛ برنامه‌ هایی که حالت‌ های ویژه انتقال را پیاده‌ سازی می‌ کنند توسط عملا استانداردهای مختلف (De facto standard) پیاده‌ سازی شده بودند، که مهم‌ ترین آن‌ها کرمیت است.